# Čtyřplošník

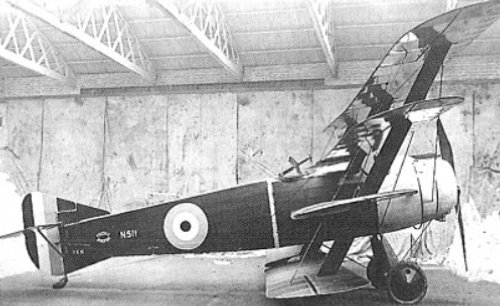
Armstrong Whitworth F.K.10

Čtyřplošník je letadlo se čtyřmi pevnými nosnými plochami podobného rozpětí umístěnými přibližně v řadě nad sebou.
Čtyřplošníky byly konstruovány vesměs ke konci 1. světové války. Jejich konstruktéři očekávali od přidání dalšího křídla zlepšení vlastností, které se prokázaly u dvoj a trojplošníků: zvýšení tuhosti systému křídel, kratší křídla, která bylo snazší vyrobit, vyšší obratnost, vyšší nosnost. Čtyřplošníky se ale ukázaly jako slepá vývojová větev. Výhody byly smazány obrovským čelním odporem systému křídel, který neumožňoval dosažení vyšších rychlostí. Interference mezi plochami navíc způsobila jen malé zvýšení nosnosti proti trojplošníku se stejným rozpětím. Čtyřplošníků bylo vyrobeno mizivé množství a vývoj většinou skončil u prototypů.
Byly prováděny pokusy i s letadly s ještě větším počtem ploch, ale jejich letové vlastnosti obvykle neumožnily ani start, natož let.

## Příklady

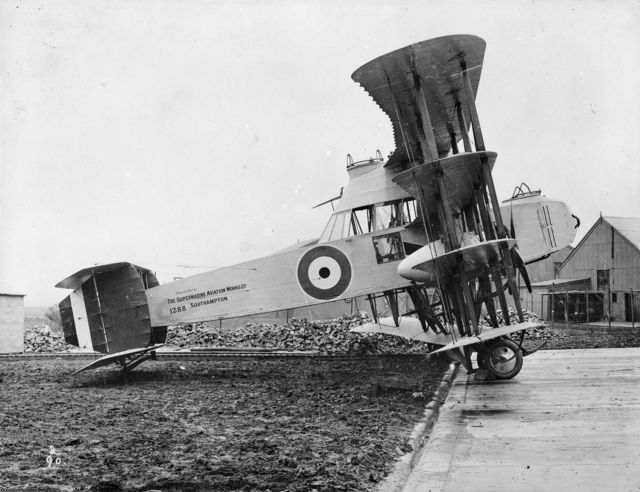
Supermarine P.B.31E Nighthawk

- Armstrong Whitworth F.K.9 1 prototyp
- Armstrong Whitworth F.K.10 1916 postavena série 8 ks
- Wight Quadruplane 1917 jednomotorový stíhač
- Saveljev Quadruplane 1916 jednomotorový ruský průzkumný
- Euler Vierdecker 1917 modifikace trojplošníku Euler, 2 ks
- Friedrichshafen FF54 Vierdecker 1917 jednomístný stíhač
- Naglo D.II quadruplane 1918 jednomístný stíhač na bázi Albatros D V

- Pemberton-Billing 29E 1915 dvoumotorový stíhač vzducholodí, 1 ks
- Pemberton-Billing 31E 1917 (Supermarine P.B.31E Nighthawk) dvoumotorový stíhač vzducholodí, 1 ks
- Besson H5 quadruplane 1923 dvoumotorový hydroplán s krytou kabinou

- Sellers Quadruplane 1909 – 1912 úspěšný raný typ letounu
- Zerbe Air Sedan 1919 neúspěšný prototyp
- Quadruplane Hang Glider 1970 lehký kluzák postavený podle Sellersova vzoru